# Philipp Tischendorf

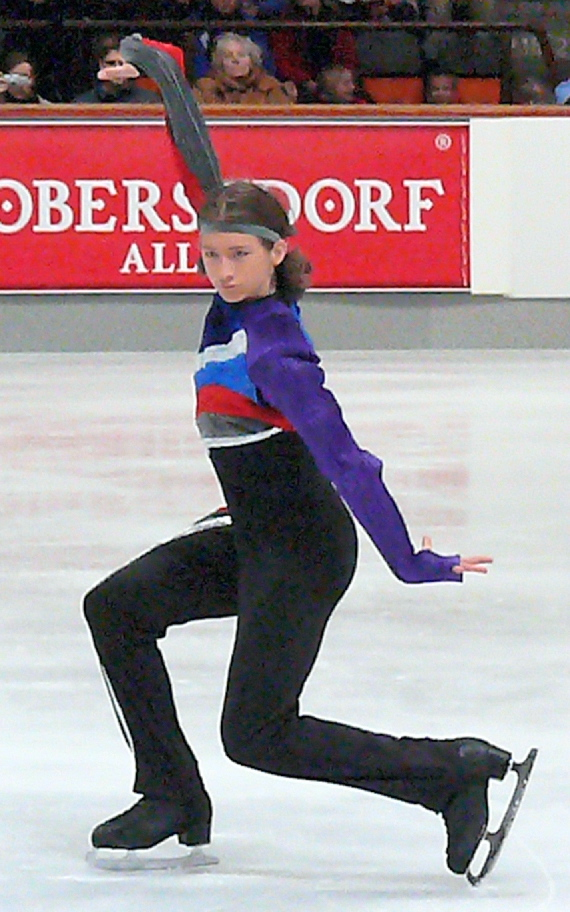
Philipp Tischendorf bei den Deutschen Meisterschaften 2007 in Oberstdorf

Philipp Tischendorf (* 7. Juni 1988 in Berlin) ist ein ehemaliger deutscher Eiskunstläufer, der im Einzellauf startete.
Philipp Tischendorf startete für den SC Berlin und wurde von Michael Huth trainiert. Seine größten Erfolge waren der 3. Platz beim Junioren-Grand-Prix in Bratislava 2005 und die Deutsche Vizemeisterschaft 2007. Tischendorf schaffte mit dem 3. Rang bei den Deutschen Meisterschaften 2009 nach 1½ Jahren Verletzungspause ein gelungenes Comeback. 2009 wechselte er nach Oberstdorf zu Trainer Michael Huth.
Im Frühjahr 2011 beendete Philipp Tischendorf seine Eiskunstlaufkarriere nach vielen Verletzungen und einem Versuch im Paarlaufen.

## Erfolge/Ergebnisse
| Wettbewerb/Wintersaison     | 2004 | 2005 | 2006 | 2007 | 2008 | 2009 | 2010 |
| --------------------------- | ---- | ---- | ---- | ---- | ---- | ---- | ---- |
| Juniorenweltmeisterschaften | -    | -    | -    | 13.  | -    | -    | -    |
| Europameisterschaften       | -    | -    | -    | 15.  | -    | -    | -    |
| Deutsche Meisterschaften    | 1. J | 2. J | 6.   | 2.   | -    | 3.   | 4.   |

- J = Junior

Junioren Grand Prix Erfolge
2004 - 12. Platz JGP in Harbin, China
2004 - 14. Platz Pokal der Blauen Schwerter
2005 - 3. Platz Skate Slowakia, Bratislava, Slowakei
2005 - 8. Platz JGP in Montreal, Canada
2006 - 8. Platz JGP in Budapest, Ungarn
2006 - 8. Platz JGP in Liberec, Ungarn